# Ransäters distrikt
Ransäters distrikt är ett distrikt i Munkfors kommun och Värmlands län. Distriktet ligger omkring Ransäter i mellersta Värmland. 

## Tidigare administrativ tillhörighet
Distriktet inrättades 2016 och utgörs av en del av området som Munkfors köping omfattade till 1971 och som före 1949 utgjorde en del av Ransäters socken.
Området motsvarar den omfattning Ransäters församling hade 1999/2000 och fick 1918 efter utbrytning av Munkfors församling.

## Tätorter och småorter
I Ransäters distrikt finns en tätort och en småort.

### Tätorter
- Munkfors (del av)

### Småorter
- Ransäter

### Övriga orter
- Gersheden